# Tavey
Tavey korábbi község (település) Franciaországban, Haute-Saône megyében. 2019. január 1-jén a korábbi Héricourt községgel egyesült és Héricourt új község része lett.
Lakosainak száma 498 fő (2018. január 1.). Tavey Héricourt, Laire, Verlans és Vyans-le-Val községekkel határos.

## Népesség
A település népessége az elmúlt években az alábbi módon változott:
| Lakosok száma | 496  | 510  | 498  | 498  |
|               | 2013 | 2015 | 2017 | 2018 |